# 상암문화광장
상암문화광장(上岩文化廣場)은 서울시 마포구 상암동 디지털미디어시티에 위치한 공용 광장이다. 범위는 상암동 1603~1604번지, 1705번지 일대이며, 북쪽으로 MBC 본사 사옥과 남쪽으로 한국영상자료원과 누리꿈스퀘어가 둘러싸고 있다. 면적은 약 13,500 평방미터이다. DMC문화축제 등 수시로 다양한 축제와 행사들이 개최된다.

## 시설
광장 중심을 따라 헐리우드의 워크오브페임(The Walk of Fame)을 모방한 한류 스타들의 핸드프린트와 등신대가 설치된 스타로드가 있다. 이준기, 장나라 등 한류 스타들의 모습과 이승기, 최지우, 박신혜, 수지, 차승원, 윤은혜 등 한국을 대표하는 스타들의 핸드프린팅을 만나볼 수 있다.
광장 중앙에는 헐리우드 영화 <어벤져스: 에이지 오브 울트론> 에 등장하는 푸른색 거인상(공식명칭:스퀘어M) 조형물 등이 설치되어 있다. MBC 드라마 킬미 힐미, 그녀는 예뻤다, 예능 프로그램 무한도전 등의 촬영 장소로도 사용됐다.
하절기에는 분수, 동절기에는 스케이트장이 운영된다.

## 축제 및 행사 연혁
- 2015 DMC 페스티벌
- 2015 서울드라마어워즈
- 2010 DMC 미디어 아트 페스티벌
- 2008 대한민국콘텐츠페어